# Tsjechisch Senior Open
Het Tsjechisch Senior Open was een golftoernooi van de Europese Senior Tour van 2008 t/m 2011. De officiële naam van het toernooi was het Casa Serena Open, het wordt op de Casa Serena Golf in Praag gespeeld. 

## De baan
De besloten club heeft een 18-holes baan met een par van 71. Hij is ontworpen door Robert Hiseman.
De baan ligt op het landgoed van kasteel Roztez, dat op de ruïne van een houten fort uit de 14de eeuw werd gebouwd. In de 17de eeuw werd het houten fort afgebroken en een jachthuis gebouwd dat in de volgende eeuwen uitgroeide tot een groot kasteel. In de 19de eeuw werd het kasteel verbouwd in empirestijl. Er kwamen fonteinen, moestuinen, bijgebouwen en een Engels park.
Na de Tweede Wereldoorlog werd het landgoed genaturaliseerd en kwam er een kantoor. In 1989 werd het staatseigendoom en in 2001 kocht Casa Serena het slecht onderhouden landgoed, dat zij vervolgens restaureerden.

## Casa Serena Open
De eerste editie heeft plaatsgevonden in september 2008. Deze werd gewonnen door Bernhard Langer, de tweede editie werd gewonnen door Peter Mitchell.
In 2010 stond Bernhard Langer aan de top van de Senior Order of Merit op het moment dat het Casa Serena Open begon. Boonchu Ruangkit, die aan het begin van het jaar drie overwinningen behaalde en toen aan de leiding stond, kon die plaats heroveren door in de top-3 te eindigen. Hij stond € 38.617 achter op Langer, maar die speelde die week niet mee. Ruangkit eindigde op de 12de plaats en verdiende nog geen € 10.000. Na deze week waren er nog drie toernooien.
De laatste editie werd gewonnen door Barry Lane, eerder in 2011 won hij voor de tweede keer het Scottish Senior Open.

## Winnaars
| Jaar             | Winnaar           | Score            | Prijzengeld      |
| Casa Serena Open | Casa Serena Open  | Casa Serena Open | Casa Serena Open |
| ---------------- | ----------------- | ---------------- | ---------------- |
| 2008             | Bernhard Langer   | -12              | € 600.000        |
| 2009             | Peter Mitchell    | -13              | € 600.000        |
| 2010             | Gary Wolstenholme | -13              | € 600.000        |
| 2011             | Barry Lane        | -15              | € 400.000        |